# Линия M1 (Копенгаген)
Линия M1 (дат. Linjer M1) — первая линия Копенгагенского метрополитена, соединяющая район Эрестад c центром Копенгагена. Конечные станции: Ванлёсе (дат. Vanløse) и Вестамагер (дат. Vestamager). На участке от Ванлёсе до станции Кристиансхаун (дат. Christianshavn) линия M1 совпадает с линией M2. После ввода в эксплуатацию кольцевого маршрута (дат. Cityringen) 29 сентября 2019 года, линия M1 будет пересекать на станции Фредериксберг линию M3, и на станции Конгенс-Нюторв линии M3 и M4. Линия M1 на схемах Копенгагенского метрополитена обозначена зелёным цветом. Всего линии M1 принадлежит 15 станций, из них 7 подземных и 8 надземных.

## История

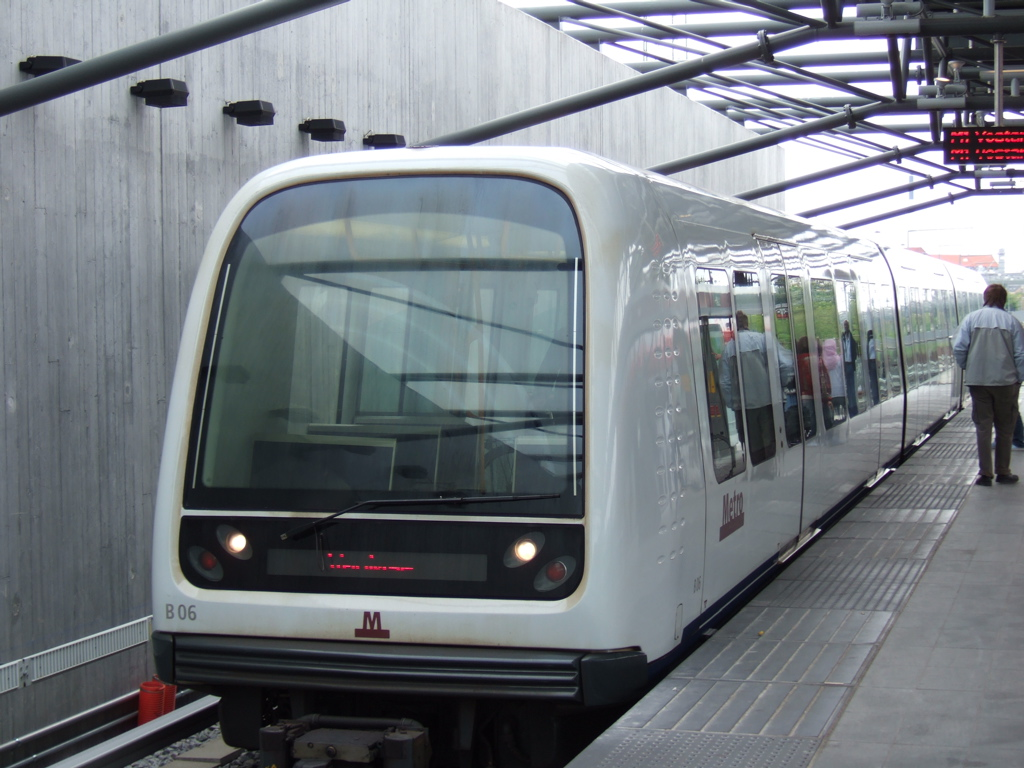
Поезд метро на конечной станции Ванлёсе, 2006 год.

Строительство линии (проходка тоннелей) началось в 1998 году, в районе будущей станции Исландс-Брюгге (дат. Islands Brygge). В 2000 году были проведены ходовые испытания первого состава на готовом наземном участке, а в начале 2001 года завершена проходка подземных тоннелей. В период с 2001 по 2002 годы велись работы по сооружению станций метро и монтаж систем обеспечения. В июне 2002 года началась наладка систем и обкатка составов на всей длине пускового участка. 
- 19 октября 2002 года был торжественно открыт участок линии M1 между станциями Нёррепортом и Вестамагером. Всего 8 станций: Нёррепорт, Конгенс-Нюторв, Кристиансхаун, Исландс-Брюгге, ДР-Бюэн, Сундбю, Белла-Сентер, Эрестад и Вестамагер[3].
- 29 мая 2003 года линия была продолжена, открылся участок между Нёррепортом и Фредериксбергом. Всего 2 станции: Форум и Фредериксберг.
- 12 октября 2003 года линия была продлена до Ванлёсе и практически закончена. Всего 3 станции: Фасанвай, Линдеванг и Ванлёсе.
- 24 января 2004 года на участке Фредериксберг — Ванлёсе открылась еще одна станция — Флинтхольм.

## Маршрут

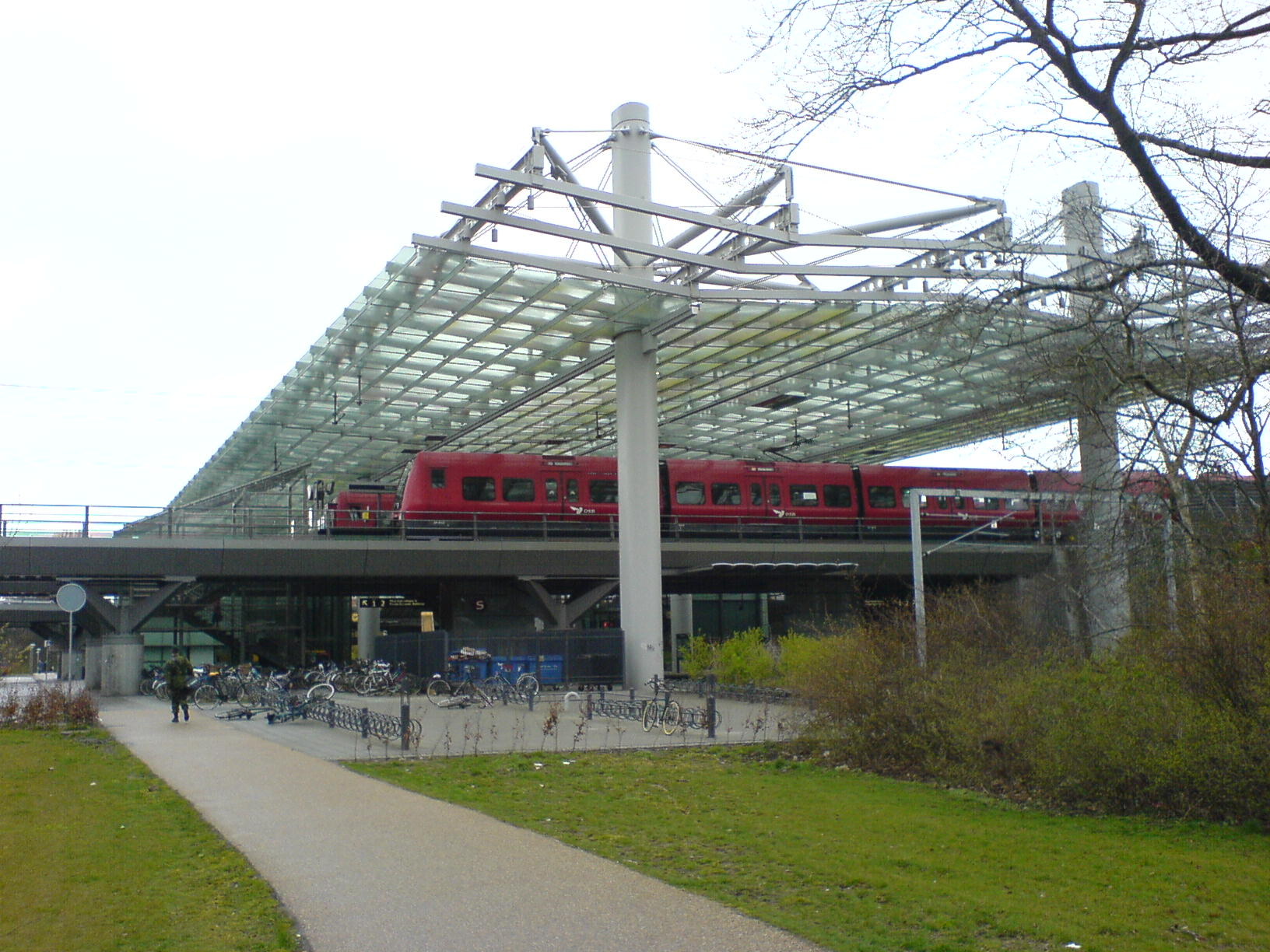
Станция метро Флинтхольм, 2007 год.

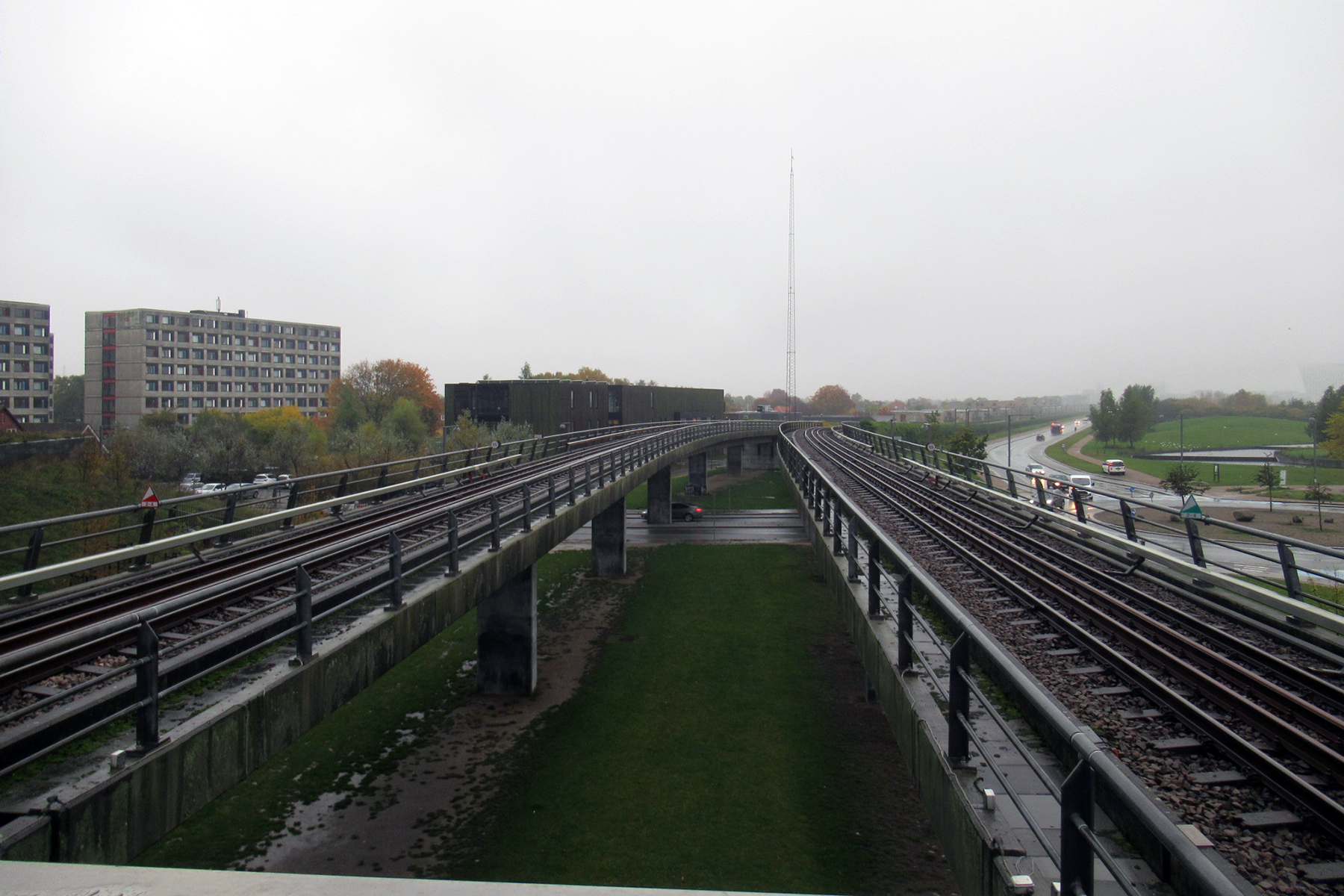
эстакады метро к югу от станции ДР-Бюэн

Линия M1 начинается в районе Ванлёсе, где имеется выход к S-поездам (линии C и H). Затем, параллельно линии S-tog Фредерикссунн (дат. Frederikssundbanen), идёт до Флинтхольма, где так же можно пересесть на S-поезд (линии C, F и H). И хотя станция метро Флинтхольм была открыта позже всех станций линии M1 (24 января 2004 года), вкупе со станцией S-tog, железнодорожный узел Флинтхольма является в Дании третьим по величине пассажирооборота. После станции Линдеванг метро уходит в тоннель.
В Копенгагенской агломерации (коммуны Копенгаген, Фредериксберг и Торнбю) используется интегрированная система оплаты с привязкой стоимости проезда к зоне следования. Линия M1 проходит через три таких зоны (причем все они, с 1 по 3, являются городскими). Все станции между Ванлёсе и Фредериксбергом находятся на территории коммуны Фредериксберг и принадлежат 2 транспортной зоне. С открытием кольцевого маршрута станция Фредериксберг станет пересадочной на линию M3. К тому же, через неё проходит граница транспортных зон, станция метро Фредериксберг принадлежит обеим зонам сразу: 1 и 2. Участок линии от станции Форум до станции ДР-Бюэн относится к 1 транспортной зоне. Оставшиеся станции входят в зону 3.
Станция Нёррепорт находится в деловом центре Копенгагена, так называемом даунтауне (дат. Indre By). Здесь же находится главный железнодорожный центр по региональному и международному направлениям, крупный узел S-поездов (линии A, B, C, E и H). Так же как и станция Фредериксберг, станция Конгенс-Нюторв станет пересадочной для линий M3 и M4 кольцевго маршрута.  

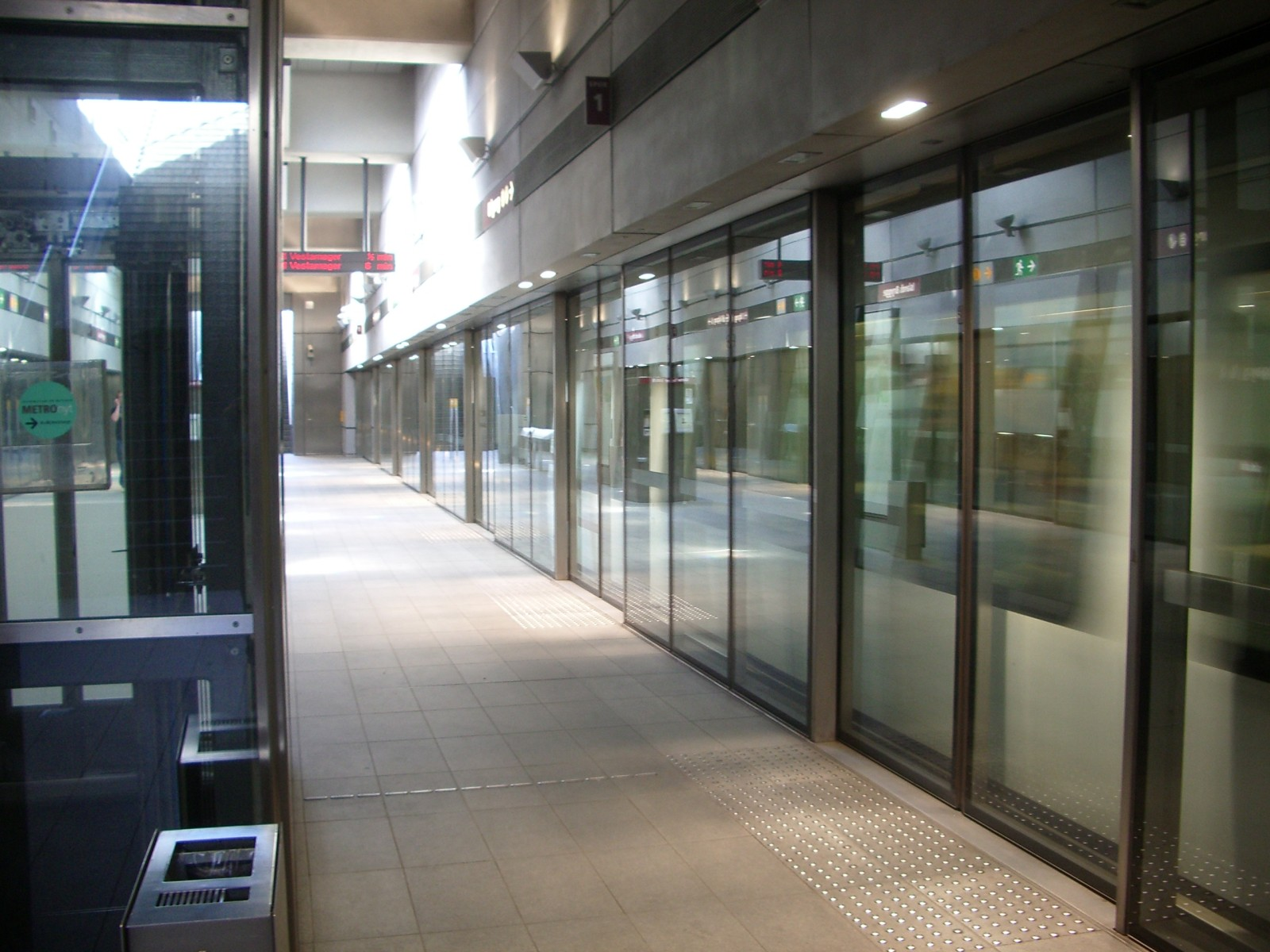
Станция метро Исландс-Брюгге, 2006 год.

Станция Кристиансхаун расположена на острове, на территории бывшей военно-морской базы. Это последняя станция, которая совместно обслуживается линиями M1 и M2. После Кристиансхаун, линия M1 идёт в сторону аэропорта Каструп (остров Брюгге).
Предполагается, что на линии будут открыты еще две станции: на север и к югу от станции Эрестад, примерно на полпути между станциями на участках Белла-Сентер—Эрестад и Эрестад—Вестамагер. Возможные имена станции: Северный и Южный Эрестад.

## Режим работы
Поезда на линии M1 работают постоянно, с различными интервалами в зависимости от времени суток:
- в часы пик (07:10 — 15:18): 4 минуты;
- в ночное время (24:00 — 05:00): 20 минут (в ночи с 24:00 четверга до 24:00 субботы  — 15 минут);
- остальное время: 6 минут.

Всю линию M1 можно проехать за 22 минуты (от конечной до конечной), причем участок от Ванлёсе до Нёррепорта за 9 минут, а от Нёррепорта до Вестамагера — за 13 минут.